# 晋顷公
晉頃公（？—前512年），姬姓，名棄疾，《左傳》作去疾。前526年，晉昭公薨，晉頃公即位。晉頃公在位時期，六卿逐漸壯大，積極向公室奪權。頃公十二年（前514年），趙簡子聯合晉國的智氏、韓氏、魏氏、范氏、中行氏消滅了公族祁氏、羊舌氏。十三年（前513年）冬天，收全國生鐵四百八十斤，把范宣子製制定的“刑書”，铭铸于大铁鼎上，成為晋国的第一部成文法典，史称“铸刑鼎”。
在位期間執政為：韓起、荀吳、范鞅、魏舒、荀躒、趙鞅。
| 前任： 父晉昭公 | 晉國君主 前526年—前512年 | 繼任： 子晉定公 |